# Astronauta di Solway
Astronauta di Solway è la denominazione di una strana figura visibile dietro una bambina in una fotografia scattata nel 1964 in Inghilterra. Questa figura, che secondo il fotografo non era visibile al momento dello scatto, fu interpretata dagli ufologi come un extraterrestre invisibile che indossava una tuta spaziale. Secondo analisi recenti si tratterebbe invece della madre della bambina, ripresa con un difetto di esposizione.

## La foto
Il 23 maggio 1964 Jim Templeton, un vigile del fuoco e fotografo dilettante, scattò tre fotografie alla figlia di cinque anni durante una gita in campagna effettuata con la famiglia nella zona dell'estuario del Solway, in Cumbria. Dopo lo sviluppo, la foto rivelò che dietro la bambina c’era una figura di aspetto simile a quello di un astronauta, con una tuta bianca e un casco bianco con un visore di colore scuro. Templeton si stupì, perché era sicuro che al momento dello scatto non ci fosse nessuno dietro la bambina. L'uomo portò la foto alla polizia di Carlisle, che dopo molti dubbi la esaminò e non trovò nulla di sospetto. La storia fu pubblicata dal quotidiano locale, il Cumberland News; in poco tempo ebbe una vasta risonanza e attirò l'interesse degli ufologi. La foto fu analizzata dalla Kodak, che la ritenne autentica.
Poco tempo dopo, nel corso dell'estate, Templeton ricevette la visita di due uomini vestiti di nero, che gli dissero di lavorare per il governo e lo invitarono a salire sulla loro auto di colore nero. I due gli fecero molte domande sul luogo e le circostanze in cui aveva scattato la foto e gli chiesero se avesse visto l'uomo ripreso nella foto. Templeton rispose di non avere visto nessuno; i due si arrabbiarono e lo fecero scendere dall'auto, per cui dovette tornare a casa a piedi. La foto di Templeton fu messa in relazione da alcuni ufologi con il fallito lancio di un missile britannico Blue Streak dal poligono di Woomera in Australia; in un filmato del lancio, si vedrebbero due figure simili a quella ripresa da Templeton. Nel mese di settembre dello stesso anno, la vicenda della visita dei due uomini misteriosi giunse a conoscenza dei giornali, che interpellarono la polizia di Carlisle. L'ispettore capo Stanley Armstrong disse ai giornali di non sapere chi fossero i due e rimproverò Templeton per non avere avvisato la polizia e avere trascurato di prendere il numero di targa dell'auto. Intervistato dal quotidiano locale, Templeton disse di dubitare che i due fossero realmente agenti governativi.

## Spiegazioni
Il caso è stato indagato dall'ufologo David Clarke, che nel 2013 ha affermato che la figura che si vede nella foto è la moglie di Templeton, ripresa di spalle. La donna aveva i capelli tagliati a caschetto e indossava un abito di colore celeste, che appare bianco per un difetto di esposizione, come si vede anche in un'altra foto scattata poco prima. Templeton non avrebbe visto la moglie al momento dello scatto perché nel mirino della sua fotocamera era visibile solo il 70% di ciò che era inquadrato. Clarke ha anche accertato che non c'era alcuna connessione con il caso del missile Blue Streak e che non esiste alcuna documentazione fotografica che mostri la presenza di figure misteriose al momento del fallito lancio. Clarke è convinto che Templeton sia un uomo sincero, ma che molti particolari della storia siano stati accentuati dai giornalisti e dagli ufologi. Quanto ai due uomini misteriosi, la cosa più probabile è che fossero impostori: secondo l'ufologo britannico Nick Pope si sarebbero verificati diversi casi in cui alcuni civili avrebbero avvicinato i testimoni di avvistamenti di UFO spacciandosi per agenti governativi. Rispondendo ad una richiesta dell'ufologo Chris Parr, il Ministro della Difesa britannico ha affermato di non avere avuto alcun interesse riguardo alla foto di Templeton.